# Paradiopatra striata
Paradiopatra striata är en ringmaskart som först beskrevs av Uschakov 1950.  Paradiopatra striata ingår i släktet Paradiopatra och familjen Onuphidae. Inga underarter finns listade i Catalogue of Life.